# Daniel Haines

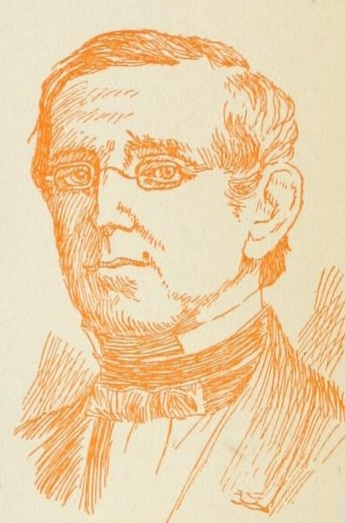
Daniel Haines.

Daniel Haines, född 6 januari 1801, död 26 januari 1877, var en amerikansk jurist som tjänstgjorde som den fjortonde guvernören av New Jersey.

## Tidigt liv
Daniel Haines föddes i New York. Han var systerson till Aaron Ogden, som var femte guvernör av New Jersey. Daniel Haines tog examen från The College of New Jersey (numera Princeton) 1820, och började arbeta som jurist i Newton och Hamburg i New Jersey. Han inledde sin politiska karriär som lokal valarbetare för Andrew Jackson i 1824 års amerikanska presidentval.

## Karriär
Haines vann val till New Jerseys parlament 1839 och 1840, och valdes till guvernör av New Jersey 1843. Under sin första tjänstgöringsperiod kallade han till ett konvent för att skriva en ny grundlag för New Jersey. Han efterträddes i januari 1845 av Charles C. Stratton, som enligt den nya grundlagen satt i tre år. Haines valdes om till en ny period som guvernör 1847 och hans administration koncentrerade sig på att förbättra de statliga skolorna och statsstyret. Han efterträddes som guvernör av George F. Fort 1851.
Efter sin tid som guvernör fick Haines 1852 tjänst som domare vid New Jerseys högsta domstol, där han satt kvar till 1866. Han ägnade återstoden av sitt liv för en kriminalvårdsreform, ett ämne som han brann för.
Haines begravdes på North Hardyston Cemetery i Hardyston Township, New Jersey.